# Duguetia staudtii
Duguetia staudtii este o specie de plante angiosperme din genul Duguetia, familia Annonaceae. A fost descrisă pentru prima dată de Adolf Engler și Friedrich Ludwig Diels, și a primit numele actual de la Laurentius 'Lars' Willem Chatrou. Conform Catalogue of Life specia Duguetia staudtii nu are subspecii cunoscute.